# Phaenocarpa pullata
Phaenocarpa pullata är en stekelart som först beskrevs av Alexander Henry Haliday 1838.  Phaenocarpa pullata ingår i släktet Phaenocarpa och familjen bracksteklar. Arten är reproducerande i Sverige. Inga underarter finns listade i Catalogue of Life.